# Hadangkahan
Hadangkahan is een bestuurslaag in het regentschap Mandailing Natal van de provincie Noord-Sumatra, Indonesië. Hadangkahan telt 833 inwoners (volkstelling 2010).